# Sieben freie Künste

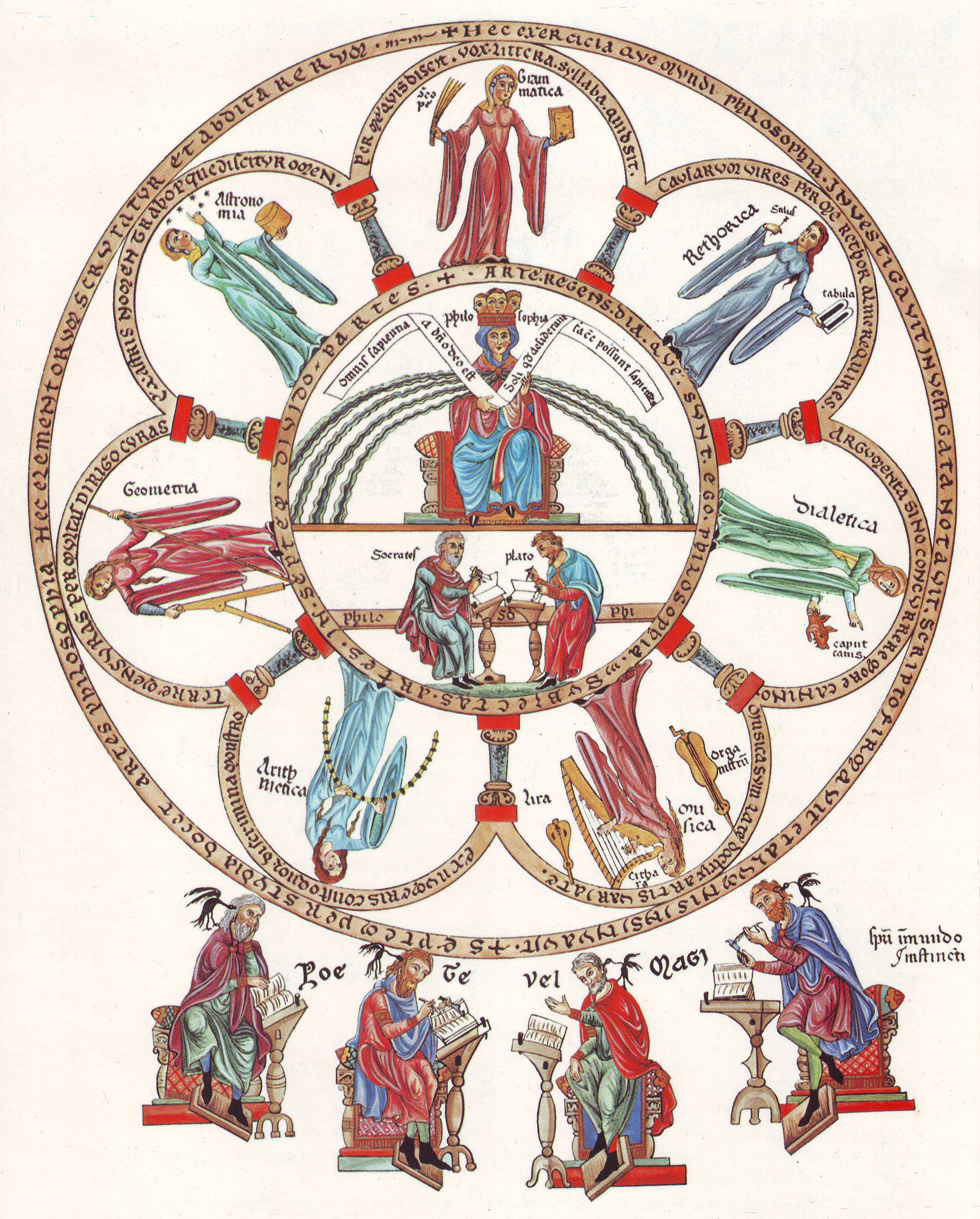
„Die Philosophie thront inmitten der Sieben Freien Künste“ – Darstellung aus dem Hortus Deliciarum der Herrad von Landsberg (um 1180)

Die sieben freien Künste (lateinisch septem artes liberales; kurz auch artes liberales, seltener auch studia liberalia) sind ein in der Antike entstandener Kanon von sieben Studienfächern. Aus diesen freien Künsten bestand traditionell die einem freien Mann ziemende Bildung, ihre Siebenzahl ist aber erst in der Spätantike bezeugt. Im mittelalterlichen Lehrwesen galten sie als Vorbereitung auf das Studium an den Fakultäten für Theologie, Jurisprudenz und Medizin.

## Umfang und Gliederung
Die freien Künste waren so bezeichnet, um sie gegenüber den praktischen Künsten (Artes mechanicae) als höherrangig zu bewerten. Seneca schreibt in seinem 88. Brief: Quare liberalia studia dicta sint vides: quia homine libero digna sunt („Du siehst, warum die freien Künste so genannt werden: weil sie eines freien Menschen würdig sind“). Als freier Mann galt, wer nicht zum Broterwerb arbeiten musste. Somit konnten nur solche Beschäftigungen würdig sein, die keine Verbindung mit Erwerbstätigkeit hatten. Man unterschied bei den freien Künsten das Trivium (Dreiweg) der sprachlich und logisch-argumentativ ausgerichteten Fächer, welche die Voraussetzung für jede Beschäftigung mit der (lateinischen) Wissenschaft bilden, und das weiterführende Quadrivium (Vierweg) der mathematischen Fächer.
Zum Trivium gehörten:
1. Grammatik: Lateinische Sprachlehre und ihre Anwendung auf die Werke der klassischen Schulautoren
2. Rhetorik: Redeteile und Stillehre, ebenfalls mit Beispielen aus den Schulautoren
3. Dialektik bzw. Logik: Schlüsse und Beweise auf der Grundlage des Organons

Zum Quadrivium gehörten:
1. Arithmetik: Zahlentheorie (Zahlbegriff, Zahlenarten, Zahlenverhältnisse) und z. T. auch praktisches Rechnen
2. Geometrie: euklidische Geometrie, Geographie, Agrimensur
3. Musik: Musiktheorie und Tonarten unter anderem als Grundlage der Kirchenmusik
4. Astronomie: Lehre von den Sphären, den Himmelskörpern und ihren Bewegungen, unter Einschluss der Astrologie (Auswirkungen auf die sublunare Sphäre und den Menschen). Bis in das 18. Jahrhundert bildeten Astrologie und Astronomie ein Gebiet, das beide Bezeichnungen tragen konnte. Innerhalb des Gebietes wurde wiederum zwischen beiden Teilgebieten unterschieden.[2]

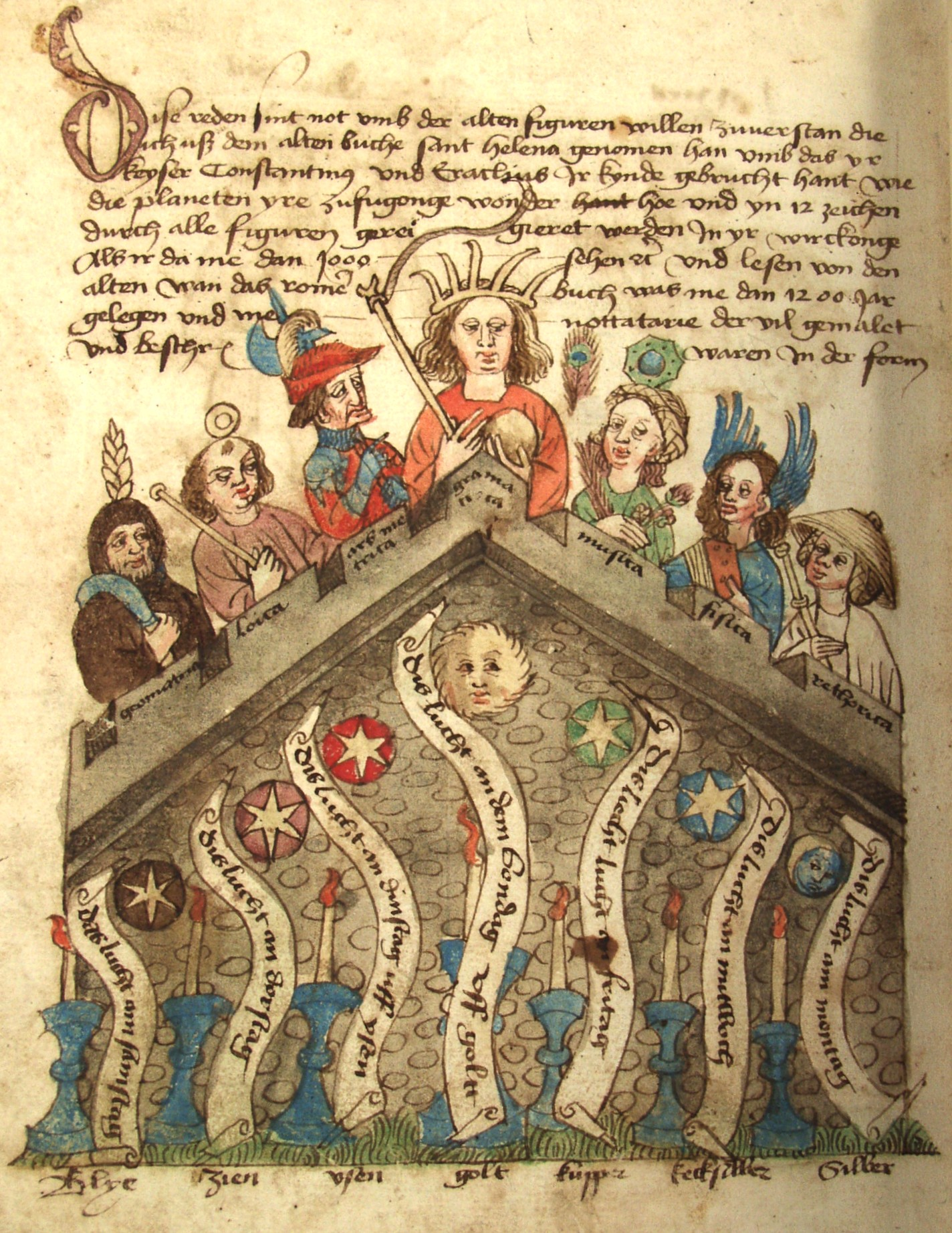
Seite aus dem Tübinger Hausbuch aus der Mitte des 15. Jahrhunderts. Von links nach rechts die sieben freien Künste mit der Zuordnung zu den sieben Wandelgestirnen, den sieben Wochentagen und den sieben Planetenmetallen:
Geometrie: Saturn – Samstag – Blei
Logik (anstatt der Dialektik): Jupiter – Donnerstag – Zinn
Arithmetik (ars metrica): Mars – Dienstag – Eisen
Grammatik: Sonne – Sonntag – Gold
Musik: Venus – Freitag – Kupfer
Physik (anstatt der Astronomie): Merkur – Mittwoch – Quecksilber
Rhetorik: Mond – Montag – Silber

Der im 5. Jahrhundert lebende römische Schriftsteller Martianus Capella verfasste De nuptiis Philologiae et Mercurii, das als Lehrbuch der sieben Künste dienen sollte. In dieser Tradition wurden die sieben Künste personifiziert in Form von weiblichen Allegorien und häufig mit folgenden Attributen dargestellt:
- Grammatik – Rute
- Rhetorik – Tafel und Griffel; oder auch Lorbeerkranz
- Dialektik – Schlange oder Hundekopf
- Arithmetik – Rechenbrett
- Geometrie – Zirkel, Staubtafel oder Dreieckslineal
- Musik – Musikinstrument
- Astronomie – Astrolabium

Eine Sonderstellung nahm eine im 8./9. Jahrhundert publizierte, unter anderem von Alkuin und Hrabanus Maurus zur „Physica“ erweiterte Aufteilung des Quadriviums in die sieben Künste Arithmetik, Geometrie, Musik, Astronomie, Astrologie, Mechanik und Medizin ein.
Für die einzelnen Disziplinen existiert ein Merkvers in Hexametern:
Gram loquitur, Dia vera docet, Rhe verba colorat,

Mus canit, Ar numerat, Geo ponderat, As docet astra.
Übersetzung (mit Auflösung der Abkürzungen):
„Die Grammatik redet, die Dialektik lehrt das Wahre, die Rhetorik färbt die Worte,

die Musik singt, die Arithmetik zählt, die Geometrie misst, die Astronomie lehrt die Gestirne.“

## Geschichte

### Antike
Die griechische Tradition bildete in der Antike noch keinen Kanon der freien Künste bzw. „Künste der Freien“ für die freien Bürger heraus. Die vier mathematischen Fächer wurden jedoch bereits von Platon in der Politeia und in den Nomoi im Zusammenhang mit der Ausbildung des idealen Staatsmannes nächst der Philosophie als diejenigen Lehrgegenstände angeführt, die zur Vernunfterkenntnis führen, wobei sich Platon seinerseits bereits auf die Pythagoreer bezieht. Aristoteles unterscheidet drei eines freien Mannes würdige Lebensweisen (βίοι bíoi), die sich alle im Bereich des Schönen abspielen: im Genuss und Verzehr des körperlich Schönen, im Ausüben schöner Taten innerhalb der Polis (βίος πολιτικός bíos politikós) sowie im Erforschen und Schauen schöngeistiger Dinge (βίος θεωρητικός bíos theoretikós). Selbst der bíos theoretikós hatte einen politischen Hintergrund, da es die „Polis“ war, die hier effektiv, durchgreifend, dominant, bestimmend und erfolgreich wirkte. „Theoros“ hieß der Vertreter, den griechische Städte zu den öffentlichen Festspielen entsandten. Aristoteles verstand Politik als Fortsetzung der Ethik, folglich als die Lehre vom guten und gerechten Leben. Er sah keinen Gegensatz zwischen der in den Nomoi des Platon aufgestellten Verfassung und dem Ethos des bürgerlichen Lebens.
Die freien Künste (artes liberales), entstammend der enkyklios paideia der Sophisten, erfuhren eine enzyklopädische Behandlung erstmals in den Disciplinae des römischen Gelehrten Varro im 1. Jahrhundert v. Chr. Bei Varro kommt aber ebenso wie bei Cicero und Vitruv die Siebenzahl noch nicht vor; vielmehr behandelt er im 8. und 9. Buch auch Medizin und Architektur.
In den hellenistischen Gymnasien wurden die mathematisch-naturwissenschaftlichen Fächer nicht unterrichtet, und auch im städtischen Unterrichtswesen der römischen Kaiserzeit gehörten sie nicht zum Lehrstoff. Außerberuflicher Unterricht in diesen Fächern wurde nur in Philosophenschulen angeboten und war daher nur einem kleinen Prozentsatz der Bevölkerung zugänglich. Galenos hielt die freien Künste für die Ausbildung von wirklichen Ärzten für erforderlich. Als fester Kanon von sieben Fächern sind die freien Künste erst in der Spätantike (bei Augustinus und Martianus Capella) bezeugt. Für diese Autoren bestand der Zweck des Wissenserwerbs in den sieben Fächern nicht in schulischer Allgemeinbildung; vielmehr war die Zielrichtung eine philosophische bzw. religiöse Vorbereitung der Seele auf den Aufstieg in die intelligible Welt nach der Lehre des Neuplatonismus bzw. in den Bereich der göttlichen Dinge im christlichen Sinne. Martianus Capella hebt ausdrücklich hervor, dass Medizin und Architektur nicht zum Kanon gehören. Auch Isidor von Sevilla erklärt in seinen Etymologien, dass die Medizin nicht zu den freien Künsten gehöre, da sie als secunda philosophia deren Studium für den Arzt voraussetze.

### Mittelalter
Dem Mittelalter wurden die sieben freien Künste in enzyklopädischer Form vor allem durch Martianus Capella vermittelt, in dessen Lehrgedicht Von der Hochzeit Merkurs und der Philologie diese Künste als Brautjungfern auftreten und ihr Lehrwissen als Hochzeitsgaben ausbreiten, sowie durch Cassiodor und durch Isidors Einarbeitung des Lehrstoffs in seine Etymologiae. Hinzu kamen in einzelnen Fächern als grundlegende Lehrwerke der Antike etwa für die Grammatik die Ars minor und Ars maior des Donatus, für die Rhetorik die (fälschlicherweise) Cicero zugeschriebene Rhetorica ad Herennium, für die Arithmetik und Musik die beiden Institutiones von Boëthius und für die Dialektik dessen Übersetzungen und Kommentare zu Schriften aus dem aristotelischen Organon.
Der Unterricht in den Artes liberales stand als ein Propädeutikum zwischen dem Elementarunterricht (Lesen und Schreiben mit elementaren Lateinkenntnissen, Rechnen, Singen) und den eigentlichen wissenschaftlichen Studien, bei denen im Frühmittelalter die Theologie den ersten Rang hatte. Den Stoff der Artes oder Teile davon vermittelten zunächst die Kloster-, Dom- und Kathedralschulen sowie städtische Bildungseinrichtungen und freie Magister. Mit der Entstehung der Universitäten wurde die Artistenfakultät (Facultas Artium) als eine der vier Fakultäten (zusammen mit Theologie, Recht, Medizin) in das Studium Generale integriert und wurde damit zur Vorläuferin der Philosophischen Fakultät, unter deren Namen sie zum Teil schon seit dem 15. Jahrhundert weitergeführt wurde.
Bereits im Lehrbetrieb der scholastischen Artistenfakultäten veränderte sich der Lehrstoff der Artes liberales erheblich und nahm vor dem Hintergrund neuer Übersetzungen der Schriften des Aristoteles und seiner arabischen Kommentatoren vor allem philosophische Inhalte auf. Rhetorik und Musik traten in den Hintergrund, desgleichen Grammatik, sofern sie nicht im Rahmen der Beschäftigung mit den modi significandi als eine Art Sprachlogik weitergeführt wurde, während die Dialektik an Bedeutung gewann und die im weitesten Sinn naturwissenschaftlichen Artes zu einem Studium in theoretischer (Physik, Metaphysik) und praktischer Philosophie (Ethik, Ökonomie, Politik) ausgebaut wurden.
Das Studium an der Artistenfakultät blieb Vorbedingung für das Studium an den anderen drei Fakultäten. Als akademische Grade vergab die Artistenfakultät nach einem Zwischenexamen den Titel des Baccalaureus Artium und – sofern der Baccalaureus nicht an einer der anderen Fakultäten sein eigentliches Studium aufnahm – nach erneutem Examen den Abschluss des Magister artium. Die Lehrerlaubnis (licentia docendi) in den Artes liberales war mit Einschränkung zum Teil schon im Rahmen des Bakkalaureats zu erwerben, die volle Lehrbefähigung aber erst mit dem Magister artium, an dessen Stelle dann seit dem 15. Jahrhundert, im Zuge der allgemeinen Ablösung des Magisters durch den Doktor, der Titel des Doctor philosophiae trat.

### Renaissance

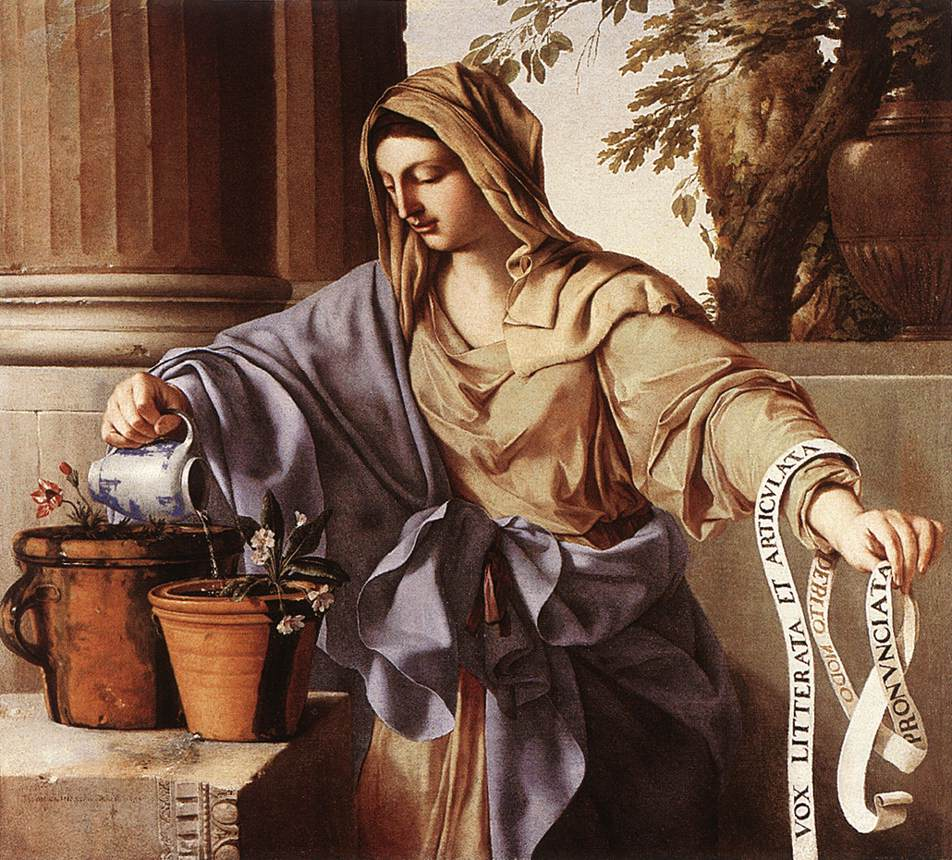
Die Grammatik, allegorisch dargestellt als Gärtnerin, Gemälde von Laurent de La Hyre (1650)

Unter dem Leitbegriff der Studia humanitatis, der nicht an einen bestimmten antiken Fächerkanon, sondern an die Formulierung allgemeiner klassischer Bildungsziele bei Cicero anknüpfte, erfuhren die Artes im Humanismus des 15. und 16. Jahrhunderts nochmals eine Neubewertung, die nicht nur das Artes-Studium an der Universität, sondern auch die vor- und außeruniversitären Bildungsbestrebungen in Schule und Privatunterricht betraf. Hierbei wurden einerseits die Fächer des Triviums durch das Studium eines teilweise neuen Kanons klassischer, nun nach Möglichkeit auch griechischer Musterautoren mit Schwerpunkt auf dem Bereich der Dichtung, andererseits in der Philosophie die praktische gegenüber der theoretischen Philosophie, und außerdem das Studium der Geschichte in den Vordergrund gestellt. Leibesübungen (exercitia), Reiten, Fechten und Tanzen galten als artes illiberales. Die Medizin wurde, etwa von Francesco Petrarca, dem Mitbegründer des Renaissance-Humanismus, weiterhin zu den artes mechanicae gezählt. Petrarca sah dementsprechend den Arzt auch als Handwerker (mechanicus „Mechaniker“) an. Später, etwa durch Juan Luis Vives, erlangten die Medizin und der die studia humanitas absolviert habende Arzt eine weitaus höhere Einschätzung.

## Liberal Arts

### Liberal Artsin den USA
Als liberal arts bezeichnet man im US-amerikanischen Hochschulwesen Studiengänge, die der breiten Allgemeinbildung und der Ausbildung grundlegender intellektueller Fähigkeiten und der Kommunikations-/Ausdrucksfähigkeit dienen sollen. Merkmale sind der interdisziplinäre Ansatz und eine flexible Fächerwahl neben dem Major (Hauptfach). Sie grenzen sich damit gegen die berufsvorbereitende oder wissenschaftlich spezialisierte Ausbildung programmatisch ab bzw. sind ihr vorgelagert.
Die liberal arts studies gehören zu den undergraduate studies und werden an eigenen, meist privaten liberal arts colleges studiert, z. B. am Amherst College, Williams College oder Swarthmore College. Colleges dieses Typs legen oft besonderen Wert auf individuelle Betreuung der Studierenden, kleine Klassengrößen und teamorientiertes Lernen. Die Lehrpläne variieren.
Historisch waren die ersten höheren Schulen in Neuengland liberal arts colleges, die am Anfang der Bildungsgeschichte der USA standen.

### Liberal Artsaußerhalb der USA
Da das liberal arts college eine spezifisch US-amerikanische Institution ist, kommt sie im britischen Bildungswesen und anderen Ländern nicht oder nur nach dem Vorbild des US-amerikanischen Modells vor.
In Deutschland sind einschlägige Bachelorangebote bisher rar, etwa in Freiburg und an der Justus-Liebig-Universität Gießen. Die Studiengangsbezeichnungen lauten beispielsweise Liberal Arts and Sciences oder Studium Individuale. Die erste Professur des neuen Studiengangs Liberal Arts and Sciences wurde an der Universität Hamburg mit Matthias Schemmel besetzt. Weitere Liberal-Arts-Studiengänge oder daran orientierte Programme finden sich an mehreren privaten Hochschulen, beispielsweise dem Bard College Berlin.
In Österreich bietet die Universität Klagenfurt seit dem Wintersemester 2024/25 das Bachelorstudium Liberal Arts: Die Welt von morgen verstehen und gestalten an.
In den Niederlanden haben sich seit dem Ende der 1990er Jahre zehn Liberal Arts Colleges, auch als University Colleges bekannt, etabliert. Diese sind in der Regel an größere Forschungsuniversitäten angebunden.
In China existiert mit dem Boya College (chinesisch 博雅学院 Bóyā xuéyuàn) an der Sun-Yat-sen-Universität (Guangdong) ein Versuch, eine Variante der Liberal Arts zu etablieren, die auf einer Synthese von „West“ und „Ost“ basiert.